# Londen Marathon 1989
De Londen Marathon 1989 werd gelopen op zondag 23 april 1989. Het was de negende editie van deze marathon.
De Keniaan Douglas Wakiihuri bereikte bij de mannen als eerste de finish in 2:09.03. De Engelse Veronique Marot was het sterkst bij de vrouwen in 2:25.56.

## Uitslagen

### Mannen
| rang   | naam                 | land | tijd    |
| ------ | -------------------- | ---- | ------- |
| Goud   | Douglas Wakiihuri    | KEN  | 2:09.03 |
| Zilver | Steve Moneghetti     | AUS  | 2:09.06 |
| Brons  | Ahmed Salah          | DJI  | 2:09.09 |
| 4      | Manuel Matias        | POR  | 2:09.43 |
| 5      | Suleiman Nyambui     | TAN  | 2:09.52 |
| 6      | Anthony Milovsorov   | ENG  | 2:09.54 |
| 7      | Pat Petersen         | USA  | 2:10.04 |
| 8      | Wodajo Bulti         | ETH  | 2:10.32 |
| 9      | Takao Nakamura       | JPN  | 2:11.51 |
| 10     | Guo-wei Zhang        | CHN  | 2:12.03 |
| 11     | Michael O'Reilly     | ENG  | 2:12.16 |
| 12     | John Wheway          | ENG  | 2:12.22 |
| 13     | Allister Hutton      | SCO  | 2:12.47 |
| 14     | Tefera Guta          | ETH  | 2:12.49 |
| 15     | Kenneth Stuart       | ENG  | 2:12.53 |
| 16     | Jose Carlos da Silva | BRA  | 2:12.57 |
| 17     | Allan Zachariasen    | DEN  | 2:13.15 |
| 18     | Peter Maher          | CAN  | 2:13.25 |
| 19     | Kevin Forster        | ENG  | 2:13.31 |
| 20     | John Andrew Boyes    | ENG  | 2:13.45 |
| 21     | Peter Dall           | DEN  | 2:14.25 |
| 22     | Giuseppe Denti       | ITA  | 2:14.29 |
| 23     | Bjorn Sivertsen      | DEN  | 2:14.33 |
| 24     | Igor Braslavskiy     | URS  | 2:14.38 |
| 25     | Yuri Porotov         | URS  | 2:15.10 |

### Vrouwen
| rang   | naam                     | land | tijd    |
| ------ | ------------------------ | ---- | ------- |
| Goud   | Veronique Marot          | ENG  | 2:25.56 |
| Zilver | Wanda Panfil             | POL  | 2:27.05 |
| Brons  | Aurora Cunha             | POR  | 2:28.11 |
| 4      | Dorthe Rasmussen         | DEN  | 2:29.34 |
| 5      | Raisa Smekhnova          | URS  | 2:30.15 |
| 6      | Evy Palm                 | SWE  | 2:31.05 |
| 7      | Angela Hulley            | ENG  | 2:31.06 |
| 8      | Lynn Harding             | SCO  | 2:31.45 |
| 9      | Charlotte Teske          | GER  | 2:32.34 |
| 10     | Maria Conceiçao Ferreira | POR  | 2:32.50 |
| 11     | Sheila Catford           | SCO  | 2:33.04 |
| 12     | Sally Ellis              | ENG  | 2:33.24 |
| 13     | Krystyna Chyliñska       | POL  | 2:33.46 |
| 14     | Jill Clarke              | ENG  | 2:34.19 |
| 15     | Sissel Grottenberg       | NOR  | 2:35.01 |
| 16     | Sandra Branney           | SCO  | 2:35.03 |
| 17     | Rosemary Ellis           | ENG  | 2:35.32 |
| 18     | Marina Samy              | ENG  | 2:36.32 |
| 19     | Maria Polizou            | GRE  | 2:37.03 |
| 20     | Dominique Rembert        | FRA  | 2:37.04 |
| 21     | Malgorzata Birbach       | POL  | 2:37.08 |
| 22     | Nicola Morris            | ENG  | 2:38.21 |
| 23     | Lyubov Klochko           | URS  | 2:38.22 |
| 24     | Christine Kennedy        | IRL  | 2:39.13 |
| 25     | Ewa Szydlowska           | POL  | 2:39.21 |

1981 ·
1982 ·
1983 ·
1984 ·
1985 ·
1986 ·
1987 ·
1988 ·
1989 ·
1990 ·
1991 ·
1992 ·
1993 ·
1994 ·
1995 ·
1996 ·
1997 ·
1998 ·
1999 ·
2000 ·
2001 ·
2002 ·
2003 ·
2004 ·
2005 ·
2006 ·
2007 ·
2008 ·
2009 ·
2010 ·
2011 ·
2012 ·
2013 ·
2014 ·
2015 ·
2016 ·
2017